# Peter Thomson (golf)
Pour les articles homonymes, voir Peter Thomson.
Peter Thomson est un golfeur professionnel australien, né le 23 août 1929 à Brunswick et mort le 20 juin 2018 à Melbourne de la maladie de Parkinson.

## Biographie
Au cours de sa carrière, il a remporté quatre-vingt-un tournois dont cinq victoires à l'Open britannique en 1954, 1955, 1956, 1958 et 1965.
Thomson est intégré au Hall of Fame du golf en 1988. Pendant et après sa carrière sportive, il a écrit de nombreux articles en collaboration avec le quotidien de Melbourne The Age.